# Futbol'nyj Klub Černihiv 2020-2021
Questa voce raccoglie le informazioni riguardanti il Futbol'nyj Klub Černihiv nelle competizioni ufficiali della stagione 2020-2021.

## Stagione
Nella stagione 2020-2021 il F.K.Černihiv ha disputato la prima stagione in Druha Liha. Nell'aprile 2021 Valerii Chornyi ha rimpiazzato Vadym Postovoy come allenatore.

## Maglie e sponsor
Lo sponsor tecnico per la stagione 2020-2021 è stato Joma. 
| Casa | Trasferta | Terza divisa |

## Rosa
La Rosa del F.K. Černihiv nella stadion 2020-2021

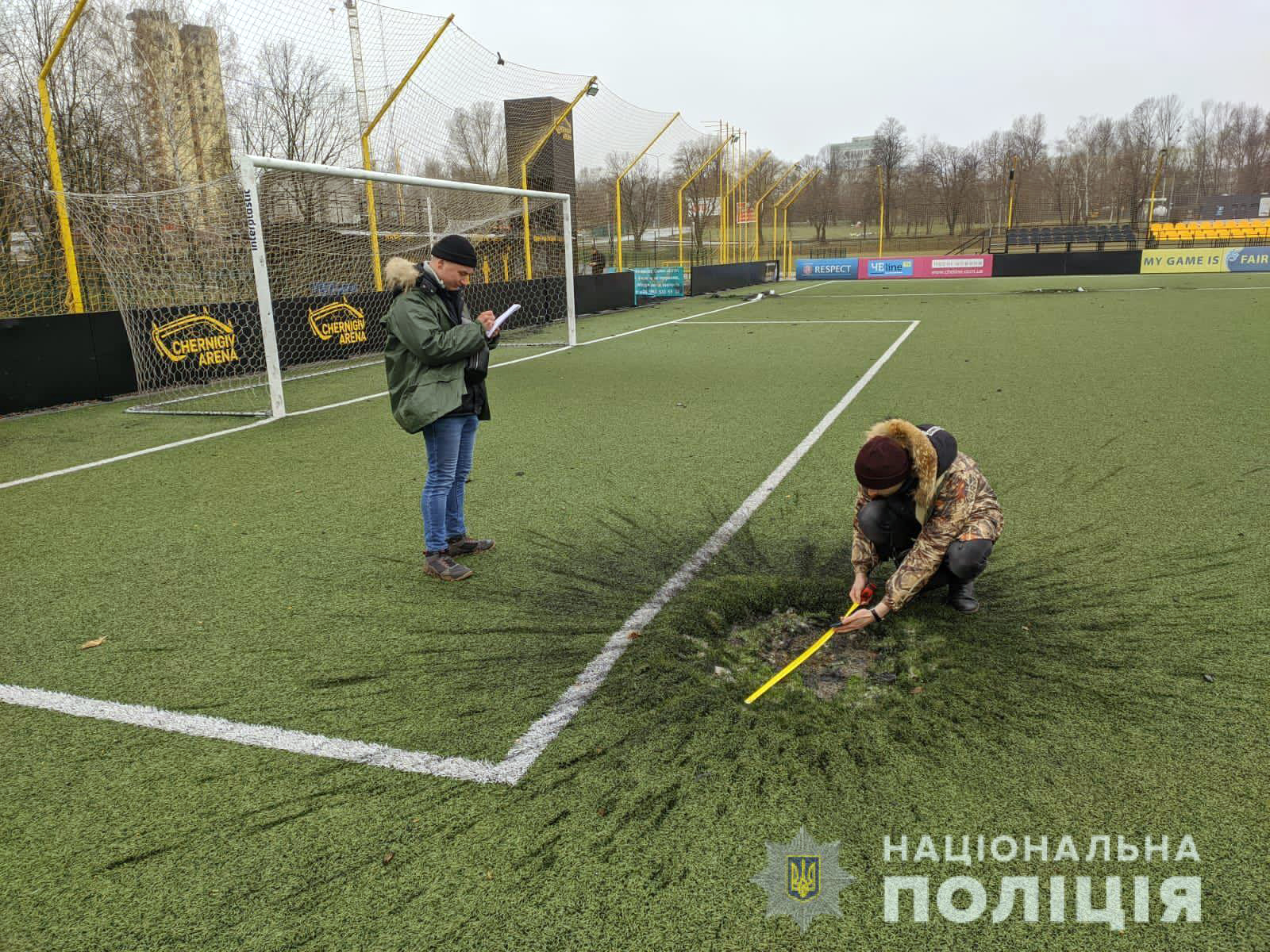
La Černihiv Arena dove gioca il Černihiv

| N. |                    | Ruolo | Calciatore             |
| -- | ------------------ | ----- | ---------------------- |
| 1  | Ucraina (bandiera) | P     | Anatoliy Tymofeyev     |
| 2  | Ucraina (bandiera) | D     | Andriy Lakeyenko       |
| 2  | Ucraina (bandiera) | D     | Anatoly Naumenko       |
| 3  | Ucraina (bandiera) | D     | Taras Movlyan          |
| 4  | Georgia (bandiera) | D     | Teymuraz Mchedlishvili |
| 6  | Ucraina (bandiera) | D     | Andrij Veresotskyi     |
| 7  | Ucraina (bandiera) | C     | Dmytro Myronenko       |
| 8  | Ucraina (bandiera) | C     | Andrij Makarenko       |
| 11 | Ucraina (bandiera) | C     | Anatoly Kokhanovskyi   |
| 11 | Ucraina (bandiera) | A     | Kyrylo Kryvoborodenko  |
| 12 | Ucraina (bandiera) | P     | Artem Lutchenko        |
| 13 | Ucraina (bandiera) | D     | Ruslan Dedukh          |
| 14 | Ucraina (bandiera) | P     | Yevhen Novobranets     |

| N. |                    | Ruolo | Calciatore                |
| -- | ------------------ | ----- | ------------------------- |
| 15 | Ucraina (bandiera) | D     | Andrey Lakeenko           |
| 17 | Ucraina (bandiera) | C     | V"jačeslav Kojdan         |
| 18 | Ucraina (bandiera) | C     | Vitaly Mentey             |
| 19 | Ucraina (bandiera) | D     | Dmytro Borshch (capitano) |
| 20 | Ucraina (bandiera) | C     | Artur Bybik               |
| 21 | Ucraina (bandiera) | D     | Vladyslav Kosov           |
| 22 | Ucraina (bandiera) | P     | Oleksandr Roshchynskyi    |
| 23 | Ucraina (bandiera) | C     | Oleksii Zenchenko         |
| 24 | Ucraina (bandiera) | D     | Denys Sadovyi             |
| 27 | Ucraina (bandiera) | A     | Maksym Chaus              |
| 35 | Ucraina (bandiera) | P     | Oleksandr Shyray          |
| 95 | Ucraina (bandiera) | C     | Bogdan Lazarenko          |
| 99 | Ucraina (bandiera) | C     | Oleksandr Konopko         |

## Calciomercato

### Sessione estiva (dall'1/9 al 5/10)
| Acquisti         | Acquisti               | Acquisti            | Acquisti   |
| R.               | Nome                   | da                  | Modalità   |
| ---------------- | ---------------------- | ------------------- | ---------- |
| P                | Oleksandr Shyray       | Avanhard Koryukivka | svincolato |
| P                | Oleksandr Roshchynskyi | Avanhard Koryukivka | svincolato |
| P                | Anatoliy Tymofeyev     | Čerkaščyna          | svincolato |
| D                | Ruslan Dedukh          | Avanhard Koryukivka | svincolato |
| D                | Andriy Veresotskyi     | Nyva Ternopil'      | svincolato |
| A                | Maksym Chaus           | Krystal Cherson     | svincolato |
| Altre operazioni |                        |                     |            |
| R.               | Nome                   | da                  | Modalità   |

| Cessioni         | Cessioni          | Cessioni         | Cessioni   |
| R.               | Nome              | a                | Modalità   |
| ---------------- | ----------------- | ---------------- | ---------- |
| D                | Eduard Galstyan   | Desna-2 Černihiv | svincolato |
| D                | Oleksandr Rudenko | Kudrivka         | svincolato |
| D                | Volodymyr Golovan | Kudrivka         | svincolato |
| Altre operazioni |                   |                  |            |
| R.               | Nome              | a                | Modalità   |

### Sessione invernale (dal 4/1 all'1/2)
| Acquisti         | Acquisti          | Acquisti      | Acquisti   |
| R.               | Nome              | da            | Modalità   |
| ---------------- | ----------------- | ------------- | ---------- |
| P                | Artem Lutchenko   | Kudrivka      | svincolato |
| C                | V"jačeslav Kojdan | Sandvikens IF | svincolato |
| A                | Vladyslav Kyryn   | Kudrivka      | svincolato |
| Altre operazioni |                   |               |            |
| R.               | Nome              | da            | Modalità   |

| Cessioni         | Cessioni           | Cessioni     | Cessioni   |
| R.               | Nome               | a            | Modalità   |
| ---------------- | ------------------ | ------------ | ---------- |
| P                | Anatoliy Tymofeyev | SC Poltava   | svincolato |
| P                | Yevhen Novobranets | -            | svincolato |
| D                | Vladyslav Kosov    | -            | svincolato |
| D                | Taras Movlyan      | -            | svincolato |
| D                | Ruslan Dedukh      | Hirnyk-Sport | svincolato |
| Altre operazioni |                    |              |            |
| R.               | Nome               | a            | Modalità   |

## Statistiche

### Statistiche di squadra
| Competizione  | Punti | In casa | In casa | In casa | In casa | In casa | In casa | In trasferta | In trasferta | In trasferta | In trasferta | In trasferta | In trasferta | Totale | Totale | Totale | Totale | Totale | Totale | DR  |
| Competizione  | Punti | G       | V       | N       | P       | Gf      | Gs      | G            | V            | N            | P            | Gf           | Gs           | G      | V      | N      | P      | Gf     | Gs     | DR  |
| ------------- | ----- | ------- | ------- | ------- | ------- | ------- | ------- | ------------ | ------------ | ------------ | ------------ | ------------ | ------------ | ------ | ------ | ------ | ------ | ------ | ------ | --- |
| Perša Liha    | 24    | 12      | 3       | 2       | 7       | 11      | 17      | 12           | 3            | 3            | 4            | 11           | 16           | 24     | 6      | 5      | 11     | 22     | 33     | -11 |
| Kubok Ukraïny | -     | -       | -       | -       | -       | -       | -       | -            | -            | -            | -            | -            | -            | -      | -      | -      | -      | -      | -      | -   |
| Totale        | 24    | 12      | 3       | 2       | 7       | 11      | 17      | 12           | 3            | 3            | 4            | 11           | 16           | 24     | 6      | 5      | 11     | 22     | 33     | -11 |

### Statistiche dei giocatori
Sono in corsivo i calciatori che hanno lasciato la società a stagione in corso.
| Giocatore         | Perša Liha | Perša Liha | Perša Liha  | Perša Liha | Coppa Ucraina | Coppa Ucraina | Coppa Ucraina | Coppa Ucraina | Totale   | Totale | Totale      | Totale     |
| Giocatore         | Presenze   | Reti       | Ammonizioni | Espulsioni | Presenze      | Reti          | Ammonizioni   | Espulsioni    | Presenze | Reti   | Ammonizioni | Espulsioni |
| ----------------- | ---------- | ---------- | ----------- | ---------- | ------------- | ------------- | ------------- | ------------- | -------- | ------ | ----------- | ---------- |
| D. Borshch        | 21         | 2          | 0           | 0          | 0             | 0             | 0             | 0             | 21       | 2      | 0           | 0          |
| A. Bybik          | 6          | 0          | 0           | 0          | 0             | 0             | 0             | 0             | 6        | 0      | 0           | 0          |
| M. Chaus          | 20         | 0          | 0           | 0          | 0             | 0             | 0             | 0             | 20       | 0      | 0           | 0          |
| R. Dedukh         | 6          | 0          | 0           | 0          | 0             | 0             | 0             | 0             | 6        | 0      | 0           | 0          |
| A. Kokhanovskyi   | 23         | 2          | 0           | 0          | 0             | 0             | 0             | 0             | 23       | 2      | 0           | 0          |
| K. Kryvoborodenko | 17         | 0          | 0           | 0          | 0             | 0             | 0             | 0             | 17       | 0      | 0           | 0          |
| K. Kryvoborodenko | 17         | 0          | 0           | 0          | 0             | 0             | 0             | 0             | 17       | 0      | 0           | 0          |
| V. Kojdan         | 11         | 3          | 0           | 0          | 0             | 0             | 0             | 0             | 11       | 3      | 0           | 0          |
| O. Konopko        | 16         | 1          | 0           | 0          | 0             | 0             | 0             | 0             | 16       | 1      | 0           | 0          |
| K. Lakeenko       | 13         | 0          | 0           | 0          | 0             | 0             | 0             | 0             | 13       | 0      | 0           | 0          |
| A. Lakeyenko      | 12         | 0          | 0           | 0          | 0             | 0             | 0             | 0             | 12       | 0      | 0           | 0          |
| A. Lutchenko      | 3          | 0          | 0           | 0          | 0             | 0             | 0             | 0             | 3        | 0      | 0           | 0          |
| A. Makarenko      | 14         | 0          | 0           | 0          | 0             | 0             | 0             | 0             | 14       | 0      | 0           | 0          |
| T. Mchedlishvili  | 21         | 1          | 0           | 0          | 0             | 0             | 0             | 0             | 21       | 1      | 0           | 0          |
| D. Myronenko      | 19         | 2          | 0           | 0          | 0             | 0             | 0             | 0             | 19       | 2      | 0           | 0          |
| T. Movlyan        | 2          | 0          | 0           | 0          | 0             | 0             | 0             | 0             | 2        | 0      | 0           | 0          |
| A. Naumenko       | 8          | 0          | 0           | 0          | 0             | 0             | 0             | 0             | 8        | 0      | 0           | 0          |
| Y. Novobranets    | 0          | 0          | 0           | 0          | 0             | 0             | 0             | 0             | 0        | 0      | 0           | 0          |
| O. Roshchynskyi   | 7          | 0          | 0           | 0          | 0             | 0             | 0             | 0             | 7        | 0      | 0           | 0          |
| D. Sadovyi        | 5          | 0          | 0           | 0          | 0             | 0             | 0             | 0             | 5        | 0      | 0           | 0          |
| O. Shyray         | 11         | 0          | 0           | 0          | 0             | 0             | 0             | 0             | 11       | 0      | 0           | 0          |
| A. Tymofeyev      | 3          | 0          | 0           | 0          | 0             | 0             | 0             | 0             | 3        | 0      | 0           | 0          |
| A. Veresotskyi    | 17         | 1          | 0           | 0          | 0             | 0             | 0             | 0             | 17       | 1      | 0           | 0          |
| O. Zenchenko      | 21         | 1          | 0           | 0          | 0             | 0             | 0             | 0             | 21       | 1      | 0           | 0          |